# Смерть выходит из могилы
«Смерть выходит из могилы» — испанский фильм ужасов 1973 года режиссёра Карлоса Ауреда. Премьера фильма состоялась 27 апреля 1973 года.

## Сюжет

### Пролог
В XV веке по обвинению в колдовстве на гильотине казнят одного из членов ордена иезуитов Аларика де Марнака, а также его жену. За мгновение до своей смерти приговорённый проклинает всех своих судей и обещает вернуться и отомстить.

### Основная часть
Спустя много лет потомок Аларика и несколько его товарищей находят останки Аларика и скрепляют их вместе с его головой, после чего последний оживает. Первым шагом Аларика становится оживление его жены, для чего ему приходится жертвовать тело молодой девственницы. После, вооружённый серпом и косой, Аларик начинает мстить за свою смерть.

## В ролях
- Пол Нэши — Аларик де Марнак
- Эмма Коэн — Эльвира
- Виктор Алькасар — Маурис Роланд
- Хельга Лине — Мабилль де Ланкре

## Производство фильма
По словам исполнителя роли Аларика Пола Нэши задумка снять подобный фильм возникла после поступления к Нэши предложения от одного из продюсеров сняться в нескольких низкобюджетных фильмах.Их встреча происходила днём в кафе. Продюсер интересовался сможет ли Пол сам написать сценарий, ответ был отрицательным. Но продюсер уточнил, что сценарий требуется уже к завтрашнему утру или фильма с его участием не будет. Согласившись по дороге домой Пол придумал историю о казнённом рыцаре, который через некоторое время снова возвращается к жизни. Ночью, предварительно приняв несколько таблеток ото сна, Нэши написал весь сценарий, который утром у него забрал режиссёр Карлос Ауред.
Большая же часть фильма снималась в жилище самого актёра Пола Нэши.